# Mine témoin d'Alès
La mine témoin d'Alès est un site minier situé à Alès, dans le département du Gard et la région Occitanie. Ouvert au public depuis 1985, il présente aujourd'hui une rétrospective de l'activité charbonnière du bassin minier d'Alès. La scénographie du site fut entièrement remaniée en 2010.
Entre  2014 et 2020 et à la suite d'un épisode pluvieux de forte amplitude, la visite de ce site a été fermée. Depuis juillet 2020 le site a rouvert.

## Histoire
Ouvrage d’art minier unique en France, la mine témoin d’Alès a vu le jour au sortir de l’immédiat après-guerre.
En 1945-46, l’État initia un processus de nationalisation des houillères françaises. L’objectif visé, ici, n’était ni plus, ni moins que le redressement et la consolidation économique du pays, lequel s’était trouvé très fortement ébranlé par six années de conflit mondial.
Dès 1946, les mineurs cévenols s’investirent sans compter dans l'effort de production nationale qui devait contribuer à relancer la France. Plus de 22 000 personnes travaillaient alors, et, contribuèrent ainsi à l’extraction de quelque 2,4 millions de tonnes de charbon.
La modernisation accélérée des techniques et des technologies d’exploitation minière et l’importance des effectifs employés en fond ont cependant rapidement nécessité la mise en place de structures spécialement dédiées à l’apprentissage du métier de mineur, certainement l’un des plus durs, des plus exigeants, et des plus dangereux qui soient au monde.
C’est à cet objectif que répondait précisément la mine témoin d’Alès.
De 1945, date de son ouverture, à 1968, date de sa fermeture, ce sont plusieurs générations d’apprentis mineurs qui, sous la conduite d’instructeurs expérimentés, se sont succédé dans ses galeries pour apprendre leur futur métier. Ce sont ces centaines de jeunes gens âgés de 14 à 18 ans qui, bâtissant sur ce qui avait été édifié par les précédentes promotions, étendant ou travaillant sans cesse les galeries, étudiaient les techniques de tir à l’explosif, s’initiaient aux subtilités de la taille des éléments de soutènement boisé ou bien apprenaient l’art ô combien essentiel de la manipulation et de la pose des étançons à serrage mécanique ou hydraulique.
Témoignage exceptionnel puisque rigoureusement authentique du travail et du courage dont ont su faire preuve les jeunes mineurs cévenols pendant deux décennies, la mine témoin d’Alès se veut aujourd’hui un lieu de mémoire sociale et industrielle unique en France.

## Concept et visite
Durée de la visite : 
Commentée de bout en bout, le parcours des galeries témoigne d'un siècle d'activités minière, industrielle et sociale au cours duquel les mineurs ont exploité le charbon dans un environnement difficile et dangereux.
La température à l'intérieur de la mine variant de 15 à 17°.